# Pobřežní baterie Suuropi
Velitelství Suuropi bylo v letech 1918–1940 jednotkou teritoriální pobřežní obrany estonských námořních jednotek. Tvořily ji baterie č. 6 (234 mm), č. 9 (120 mm) a č. 13 (76 mm) na poloostrově Suurupi, celkem 121 mužů.

## Pobřežní baterie Suuropi
Rozkazem velitele námořních sil č. 1641 ze dne 31. října 1919 byly baterie označeny takto:
- Pobřežní baterie č. 6 (9,2"/234 mm) (dříve Pobřežní baterie č. 2 Suurupského velitelství Petrohradské námořní pevnosti).

Baterie č. 6 měla v roce 1919 pouze jedno 234mm dělo připravené k boji, druhé dělo v baterii bylo zprovozněno koncem léta 1919,  třetí dělo dokončili v závodě Sadamatehas na jaře 1922. V roce 1924 přibylo čtvrté 234mm dělo z Naissaari.
Velitelem baterie byl kapitán Arvid Melkov (1919–1920), majorem Karl Aleksander Freimann (1920–1927), nadporučíkem Rudolf Käo.
K pobřežní baterii byly později přidány následující dělostřelecké baterie:
- Baterie č. 9 (120 mm), která vznikla koncem roku 1924 na místě postavení dělostřelecké baterie Vickers 120 mm, kde se nacházelo hlavní postavení PSM se čtyřmi 130mm kanóny Vickers.

- Baterie č. 13 (76 mm).

Podle mírového složení byly ve 30. letech 20. století na velitelství ostrova Aegna částečně obsazeny následující baterie:
- Baterie Shore č. 6.[2]

Od 3. ledna 1938 byl na plánech a v katastru označen jako velitelské místo statek Sulevi (128,5 ha).
Dne 1. září 1939 se nacházel ve velitelství námořní posádky Suuropi:
- Pobřežní baterie č. 6, (9,2", 234 mm).

## Velitelé Suuropi
- 1. ledna – 20. června 1927, major Ernst Kogger.
- 20. června – 17. srpna 1927 nadporučík Hans-Adolf Hansmann, 1st Lt.
- 17. srpna  – 0. prosince 1927 major Karl Aleksander Freimann
- 10. prosince 1927 – 30. ledna 1931 kapitán Otto Kleemann
- 30. ledna – 27. května 1931 Poručík Rudolf Käo
- 27. května 1931 – 15. dubna 1934 major Otto Kleemann (od 13. dubna 1934 jméno Otto Kivima)
- 15. dubna 1934 – 11. června 1936 kapitán major Peeter Mei
- 11. června 1936 – 15. března 1940 kapitán major Jaan Põder
- 15. března 1940 – 1940 nadporučík Rudolf Käo

Dne 6. září 1940 byly bývalé estonské posádkové baterie začleněny pod rudou vlajkou sovětské Baltské flotily a na základě rozhodnutí vojenských úřadů byly vytvořeny dvě divize pobřežní obrany Baltské flotily. Z baterií na Naissaari a Suurupi byla vytvořena 96. samostatná pobřežní dělostřelecká divize a baterie Miiduranna a Tammneeme na poloostrově Viimsi se staly součástí 94. samostatné pobřežní dělostřelecké divize spolu s bateriemi Aegna.